# پیز آلپتا
پیز آلپتا (به لاتین: Piz Alpetta) یک کوه در سوئیس است که در کانتون گراوبوندن واقع شده‌است. پیز آلپتا ۲٬۷۶۴ متر بالاتر از سطح دریا واقع شده‌است.